# Imre Mathesz
Imre Mathesz (Budapeste, 25 de março de 1937 - 6 de dezembro de 2010) foi um futebolista e treinador de futebol húngaro. 

## Carreira
Ele disputou a Copa do Mundo de 1966 pela seleção de seu país.
Mathesz morreu em um acidente de carro aos 73 anos de idade.